# Francesc Capdevila

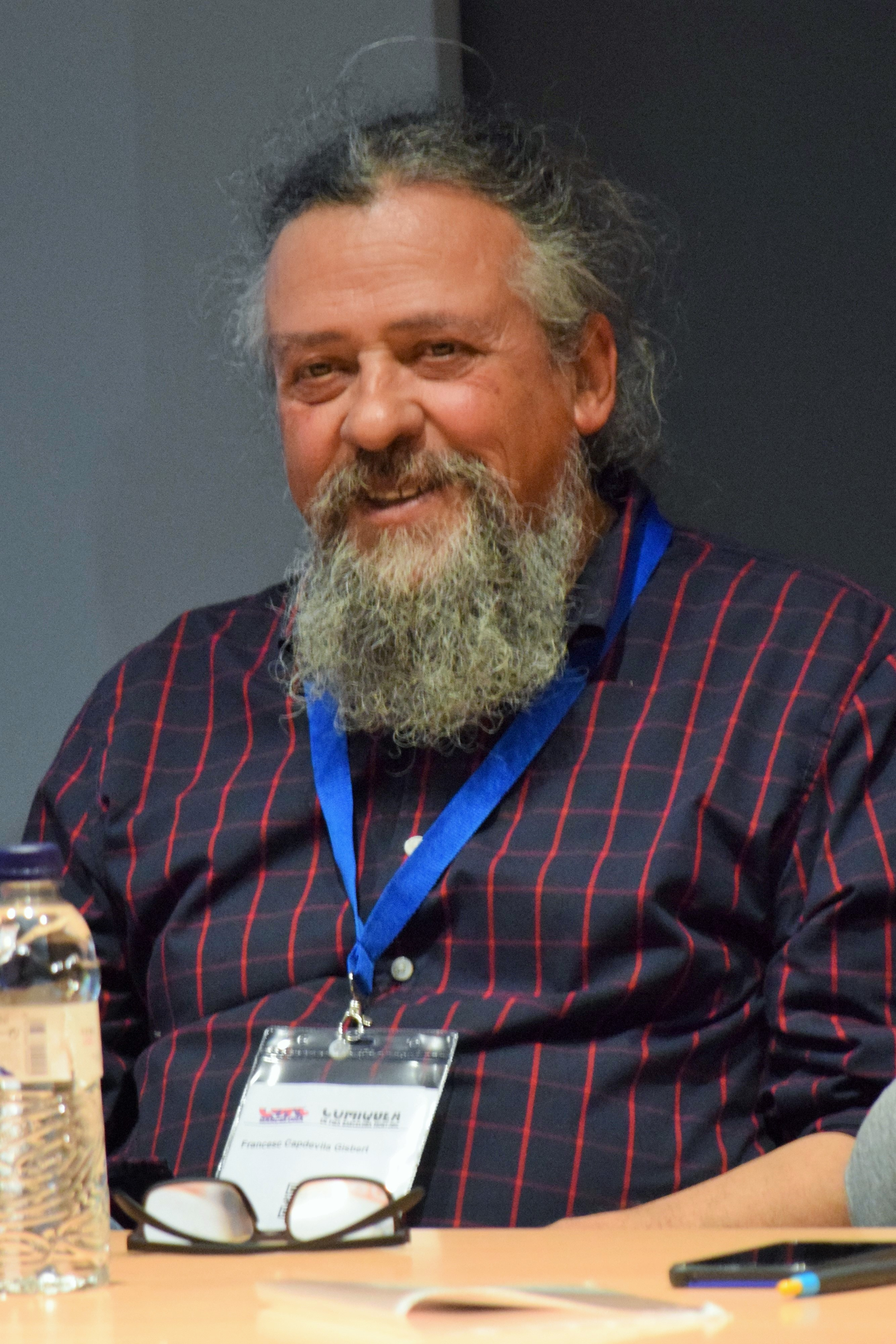
Francesc Capdevila (2019)

Francesc Capdevila (* 17. September 1956 in Barcelona) alias Max ist ein spanischer Comiczeichner. Eine seiner bekannten Comicfiguren ist Peter Pank.
Ab 1973 war Max Mitglied der Underground-Comic-Gruppe El Rollo. 1979 gründete er mit anderen das Comic-Magazin El Vibora. Später war er der Herausgeber des internationalen Comic-Magazins Nosotros Somos Los Muertos.
Er erhielt in Spanien mehrfach Auszeichnungen und wurde 1997 für seine Kinderbuchillustrationen mit dem spanischen Nationalpreis geehrt.
2008 war er Dozent beim Comic-Seminar Erlangen.
Heute lebt Max mit seiner Frau und seiner Tochter auf Mallorca.
Im Jahr 2021 schuf er in Zusammenarbeit mit der Companyia Itinerània El laberinto del cuco eine Comic-Geschichte, die an den Wänden eines großen Labyrinths gezeichnet wurde, durch das man gehen kann. 

## Auszeichnungen
- 1999: Ignatz Award
- 2000: Großer Preis des Barcelona Festivals
- 2004: Junceda Award für sein Buch Dreamspy
- 2007: Spanischer Nationalpreis

## Publikationen (Auswahl)
- 1988 Der geheime Kuss, Alpha Comic Verlag
- 1991 Der Werwolf Punk, Alpha Comic Verlag
- 1999 Der lange Traum des Herrn T., Reprodukt
- 2007 Bardín der Superrealist, Reprodukt